# Rohrbach (Felchbach)
Der Rohrbach ist ein linker Zufluss des Felchbachs im mittelfränkischen Landkreis Weißenburg-Gunzenhausen.

## Geographie

### Verlauf
Der Bach entspringt mehreren Quellen, die sich zwischen Kaltenbuch und Niederhofen befinden. In der Nähe liegen die Steinerne Rinne bei Rohrbach und die Junge Steinerne Rinne bei Rohrbach. Das Quellgebiet ist auf einer Höhe von 499 bis 550 m. Der Rohrbach durchfließt das gleichnamige Dorf, an seinem Lauf liegt weiter die Wolfsmühle bei Hundsdorf. Beim Ettenstatter Gemeindeteil Kruglmühle mündet er in den Felchbach.

### Zuflüsse
Einziger Zufluss ist der 
- Stickelgraben (von links).